# Spaghete bolognese
Spaghetele bolognese sunt un fel italienesc de paste care constă în spaghete cu carne și sos de pomodoro. Carnea este în general de vită, fiartă și tăiată cubulețe. Sosul de pomodoro se prepară prin fierberea sau datul în clocot a roșiilor Cherry. În italiană, „bolognese” se citește boloniese, deoarece grupul de litere gn se citește ni.